# Джумриите
Джумрѝите е село в Северна България. То се намира в община Габрово, област Габрово.

## География
Село Джумриите се намира на около 5 km север-североизточно от центъра на град Габрово. Разположено е в Стражанския пролом на Янтра, край десния бряг на реката. Надморската височина на селото е средно около 440 – 445 m. Край Джумриите минава от изток общински път, водещ до село Мичковци и връзка с третокласния републикански път III-5002.

## История
През 1906 година Иван Хаджиберов изгражда на река Янтра под селото ВЕЦ „Устето“, една от първите електроцентрали в България, функционирала до средата на XX век.
През 1995 г. дотогавашното населено място колиби Джумриите придобива статута на село.

## Население
Населението на село Джумриите наброява 50 души при преброяването към 1934 г. и намалява до 9 към 1975 г., наброява 5 души (по текущата демографска статистика за населението) към 2019 г.
Преброяване на населението през 2011 г.
Численост и дял на етническите групи според преброяването на населението през 2011 г.:
|                     | Численост | Дял (в %) |
| Общо                | 7         | 100,00    |
| Българи             | 7         | 100,00    |
| Турци               | 0         | 0,00      |
| Цигани              | 0         | 0,00      |
| Други               | 0         | 0,00      |
| Не се самоопределят | 0         | 0,00      |
| Неотговорили        | 0         | 0,00      |